# Homosexualidades islámicas: cultura, historia y literatura
Homosexualidades islámicas: cultura, historia y literatura (en inglés Islamic Homosexualities: Culture, History, and Literature) es una colección de ensayos editados por Stephen O. Murray y Will Roscoe, publicados en 1997 por la editorial New York University Press.
Los editores comenzaron el estudio al percatarse de que el alumnado proveniente de Oriente Medio no se fijaba en los actos homosexuales, por lo que el libro pretendía poner atención sobre estas prácticas.
El propósito era exponer las diferentes concepciones y organizaciones de conducta y deseo homosexual en las sociedades islámicas y para contrarrestar el excesivo eurocentrismo en la investigación sobre la homosexualidad.
El argumento central del libro es tratar los patrones de homosexualidad encontradas en las sociedades islámicas que son rotundamente distintos de todos los aspectos de la identidad homosexual moderna y los estilos de vida occidentales.